# Frank Dyson

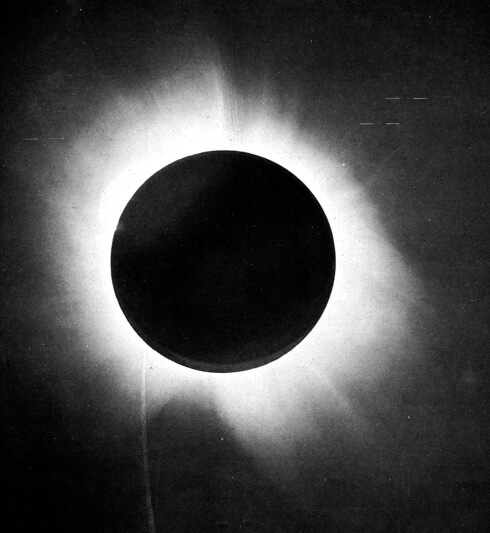
Verduisteringsfoto van de expeditie van 1919.

Sir Frank Watson Dyson (8 januari 1868 - 25 mei 1939) was een Engelse astronoom en de negende Astronomer Royal. Tegenwoordig herinnert men zich hem voornamelijk door zijn invoering van het tijdsein op de radio en voor zijn rol in het testen van Einsteins algemene relativiteitstheorie.

## Biografie
Dyson werd geboren in Measham, bij Ashby-de-la-Zouch in Engeland. Hij ging naar Heath Grammar School in Halifax en won beurzen voor respectievelijk Bradford Grammar School en Trinity College aan de Universiteit van Cambridge waar hij wiskunde en astronomie studeerde. Hij studeerde als tweede af in 1889. Hij was van 1905 tot 1910 de Schotse Astronomer Royal en van 1910 tot 1933 de negende Astronomer Royal (en directeur van het Koninklijk Observatorium van Greenwich). In 1928 voerde hij in de sterrenwacht een nieuwe klok met vrije slinger in. Hierdoor werd Greenwich Mean Time nauwkeuriger. In 1924 vond hij ook de "zes piepjes" uit.
Dyson was bekend door zijn onderzoek naar zonsverduisteringen en was een autoriteit op het gebied van het spectrum van de corona en de chromosfeer. Hij organiseerde expedities om de zonsverduistering van 1919 in Brazilië en Principe waar te nemen. Die waarnemingen bevestigden Albert Einsteins theorie van het effect van zwaartekracht op licht.
Dyson stierf in 1939, onderweg van Australië naar Engeland en kreeg een zeemansgraf.

## Eerbewijzen en herdenking
- Lid van de Royal Society - 1901
- President van de Royal Astronomical Society - 1911 - 1913
- Geridderd - 1915
- President van de British Astronomical Association 1916 - 1918
- Koninklijke Medaille van de Royal Society - 1921
- Bruce Medal - 1922
- Gouden medaille van de Royal Astronomical Society - 1925
- KBE - 1926
- President van de Internationale Astronomische Unie - 1928 - 1932
- Van 1894 tot 1906 woonde Dyson op 6 Vanbrugh Hill, Blackheath, London SE3 in een huis, dat nu een blue plaque draagt.
- De maankrater Dyson is naar hem vernoemd, evenals planetoïde 1241 Dysona.

Frank Dyson en Freeman Dyson zijn geen familie. De laatste erkent Sir Frank wel voor het wekken van zijn belangstelling voor astronomie. Omdat ze hun familienaam delen, werden Sir Franks prestaties in Freeman Dysons gezin besproken toen hij nog een jongen was.